# Liechtenstein ai XIV Giochi olimpici invernali
Il Liechtenstein partecipò ai XIV Giochi olimpici invernali, svoltisi a Sarajevo, Jugoslavia, dall'8 al 19 febbraio 1984, con una delegazione di 10 atleti impegnati in tre discipline.